# Jammu
Jammu là một thành phố và là nơi đặt ủy ban đô thị (municipal committee) của quận Jammu thuộc bang Jammu và Kashmir, Ấn Độ.

## Địa lý
Jammu có vị trí 32°44′B 74°52′Đ / 32,73°B 74,87°Đ Nó có độ cao trung bình là 327 mét (1072 feet).

### Khí hậu
| Dữ liệu khí hậu của Jammu (1971–2000)                                   | Dữ liệu khí hậu của Jammu (1971–2000) | Dữ liệu khí hậu của Jammu (1971–2000) | Dữ liệu khí hậu của Jammu (1971–2000) | Dữ liệu khí hậu của Jammu (1971–2000) | Dữ liệu khí hậu của Jammu (1971–2000) | Dữ liệu khí hậu của Jammu (1971–2000) | Dữ liệu khí hậu của Jammu (1971–2000) | Dữ liệu khí hậu của Jammu (1971–2000) | Dữ liệu khí hậu của Jammu (1971–2000) | Dữ liệu khí hậu của Jammu (1971–2000) | Dữ liệu khí hậu của Jammu (1971–2000) | Dữ liệu khí hậu của Jammu (1971–2000) | Dữ liệu khí hậu của Jammu (1971–2000) |
| Tháng                                                                   | 1                                     | 2                                     | 3                                     | 4                                     | 5                                     | 6                                     | 7                                     | 8                                     | 9                                     | 10                                    | 11                                    | 12                                    | Năm                                   |
| ----------------------------------------------------------------------- | ------------------------------------- | ------------------------------------- | ------------------------------------- | ------------------------------------- | ------------------------------------- | ------------------------------------- | ------------------------------------- | ------------------------------------- | ------------------------------------- | ------------------------------------- | ------------------------------------- | ------------------------------------- | ------------------------------------- |
| Cao kỉ lục °C (°F)                                                      | 28.0 (82.4)                           | 31.7 (89.1)                           | 37.2 (99.0)                           | 43.9 (111.0)                          | 47.4 (117.3)                          | 47.2 (117.0)                          | 45.0 (113.0)                          | 41.7 (107.1)                          | 38.9 (102.0)                          | 37.9 (100.2)                          | 34.2 (93.6)                           | 28.1 (82.6)                           | 47.4 (117.3)                          |
| Trung bình ngày tối đa °C (°F)                                          | 18.9 (66.0)                           | 21.6 (70.9)                           | 25.6 (78.1)                           | 32.0 (89.6)                           | 37.2 (99.0)                           | 38.7 (101.7)                          | 34.0 (93.2)                           | 33.1 (91.6)                           | 33.1 (91.6)                           | 31.2 (88.2)                           | 26.6 (79.9)                           | 21.2 (70.2)                           | 29.6 (85.3)                           |
| Tối thiểu trung bình ngày °C (°F)                                       | 7.8 (46.0)                            | 9.8 (49.6)                            | 13.9 (57.0)                           | 18.9 (66.0)                           | 23.3 (73.9)                           | 26.0 (78.8)                           | 25.3 (77.5)                           | 24.8 (76.6)                           | 23.1 (73.6)                           | 18.1 (64.6)                           | 13.0 (55.4)                           | 9.0 (48.2)                            | 17.7 (63.9)                           |
| Thấp kỉ lục °C (°F)                                                     | 0.6 (33.1)                            | 1.1 (34.0)                            | 4.4 (39.9)                            | 8.5 (47.3)                            | 9.8 (49.6)                            | 13.8 (56.8)                           | 14.0 (57.2)                           | 15.0 (59.0)                           | 15.0 (59.0)                           | 11.3 (52.3)                           | 6.1 (43.0)                            | 0.9 (33.6)                            | 0.6 (33.1)                            |
| Lượng Giáng thủy trung bình mm (inches)                                 | 52.4 (2.06)                           | 79.0 (3.11)                           | 74.9 (2.95)                           | 47.1 (1.85)                           | 34.8 (1.37)                           | 87.3 (3.44)                           | 371.5 (14.63)                         | 370.2 (14.57)                         | 140.9 (5.55)                          | 25.1 (0.99)                           | 10.1 (0.40)                           | 38.3 (1.51)                           | 1.331,6 (52.43)                       |
| Số ngày mưa trung bình                                                  | 3.1                                   | 4.2                                   | 4.8                                   | 3.2                                   | 3.2                                   | 5.3                                   | 12.5                                  | 13.1                                  | 6.1                                   | 1.8                                   | 1.1                                   | 2.3                                   | 60.6                                  |
| Nguồn: India Meteorological Department (record high and low up to 2010) |                                       |                                       |                                       |                                       |                                       |                                       |                                       |                                       |                                       |                                       |                                       |                                       |                                       |

## Nhân khẩu
Theo điều tra dân số năm 2001 của Ấn Độ, Jammu có dân số 378.431 người. Phái nam chiếm 54% tổng số dân và phái nữ chiếm 46%. Jammu có tỷ lệ 79% biết đọc biết viết, cao hơn tỷ lệ trung bình toàn quốc là 59,5%: tỷ lệ cho phái nam là 82%, và tỷ lệ cho phái nữ là 74%. Tại Jammu, 10% dân số nhỏ hơn 6 tuổi.